# What Is Life
What Is Life (englisch sinngemäß für „Was wäre das Leben“) ist ein Lied von George Harrison, das dieser 1970 für sein Soloalbum All Things Must Pass aufnahm und das im Februar 1971 als Single A-Seite ausgekoppelt wurde. 

## Hintergrund

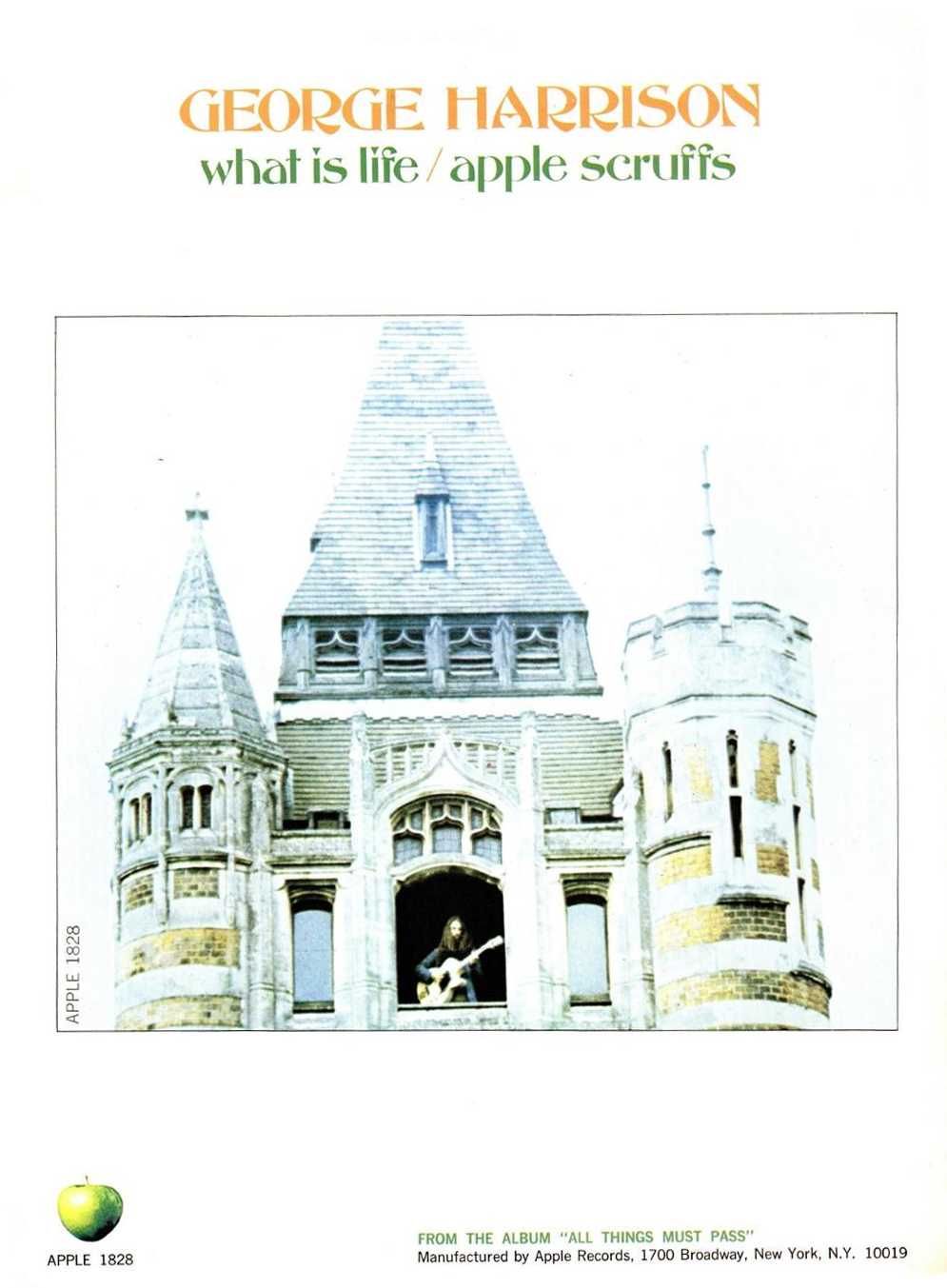
Werbung für die Single What Is Life / Apple Scruffs

George Harrison schrien in seinem Buch I Me Mine über What Is Life: „"What Is Life" wurde 1969 für Billy Preston geschrieben. Ich schrieb es sehr schnell, fünfzehn Minuten oder vielleicht eine halbe Stunde, auf dem Weg zu den Olympic Studios in London, als ich eines seiner Alben produzierte. Wegen der Situation, bei der Session schien es zu schwierig, da reinzugehen und zu sagen: 'Hey, ich habe diesen eingängigen Popsong geschrieben', während Billy sein funkiges Zeug spielte. Ich habe es später bei All Things Must Pass selbst gemacht.“
Es ist nicht dokumentiert, ob George Harrison What Is Life anderen Künstlern oder den Beatles während der Aufnahmen zum Album Abbey Road angeboten hat.
Der Text des Liedes ist ein Liebeslied, so lauten die Textzeilen: „Sag mir, was ist mein Leben ohne deine Liebe?, Sag mir, wer bin ich ohne dich an meiner Seite?“ Da weder eine Person noch Gott in dem Text erwähnt wird, bleibt der Text interpretationsfähig.
Der Produzent des Liedes, Phil Spector, verließ die All Things Must Pass-Sessions im Juli 1970 aus gesundheitlichen Gründen, so dass Harrison ohne ihn weiterhin Backing-Tracks und Overdubs aufnehmen musste. Harrison schickte frühe Mixe der meisten Songs an Spector, der sich in Los Angeles erholte. Am 19. August 1970 schrieb der Produzent einen Brief an Harrison, in dem er seine Gedanken über den Fortschritt des Albums darlegte und den Vorschlag machte für What Is Life noch Hintergrundgesang aufzunehmen.
What Is Life wurde die zweite Singleauskopplung aus Harrisons Album All Things Must Pass und sein zweiter internationaler Top-Ten-Hit. Die US-Single wurde mit einer Bilderhülle veröffentlicht, die Harrison zeigt, wie er durch ein offenes Fenster im zentralen Turm seiner Villa, Friar Park, in Henley-on-Thames Gitarre spielt.
Eine Live-Version von What Is Life mit Eric Clapton und seiner Band erschien 1992 auf Harrisons Album Live In Japan.
In einer Leserumfrage des Rolling Stone mit dem Titel "10 Greatest Solo Beatle Songs" belegte der Song den vierten Platz.

## Aufnahme

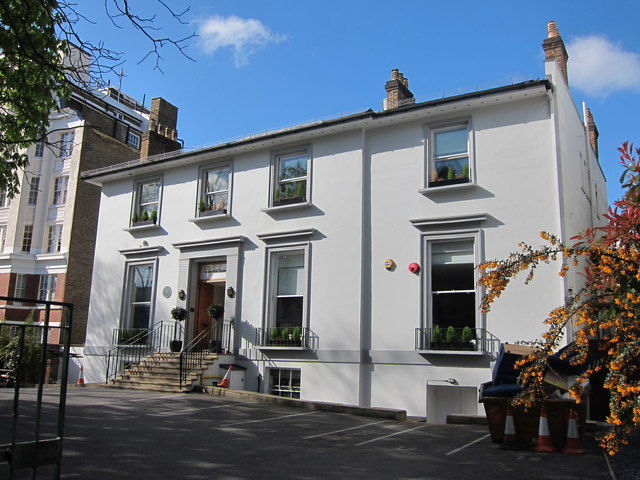
Abbey Road Studios

Die Aufnahmen für What Is Life fanden laut Begleitbuch zur Super-Deluxe-Version von All Things Must Pass (2021) im Wesentlichen am 22. und 23. Juni sowie 3. Juli 1970 in den Abbey Road Studios (Studio 3) statt. Ausführende Produzenten des Liedes waren George Harrison und Phil Spector. Die Toningenieure in den Abbey Road Studios waren Philipp McDonald, John Leckie und Eddie Klein.
Besetzung:
- George Harrison: Gesang, Chorgesang, Gitarre
- Eric Clapton: Gitarre
- Bobby Whitlock: Klavier
- Carl Radle: E-Bass
- Bobby Keys: Saxophon
- Jim Price: Trompete
- Pete Ham: Akustikgitarre
- Tom Evans: Akustikgitarre
- Joey Molland: Akustikgitarre
- John Barham: Streicherarrangement
- Jim Gordon: Schlagzeug
- Mike Gibbins: Tamburin

Die Besetzung der Musiker bei dem Lied war aufgrund des Mangels an verfügbarer Studiodokumentation und widersprüchlicher Erinnerungen in den folgenden Jahrzehnten schwer zu ermitteln. 

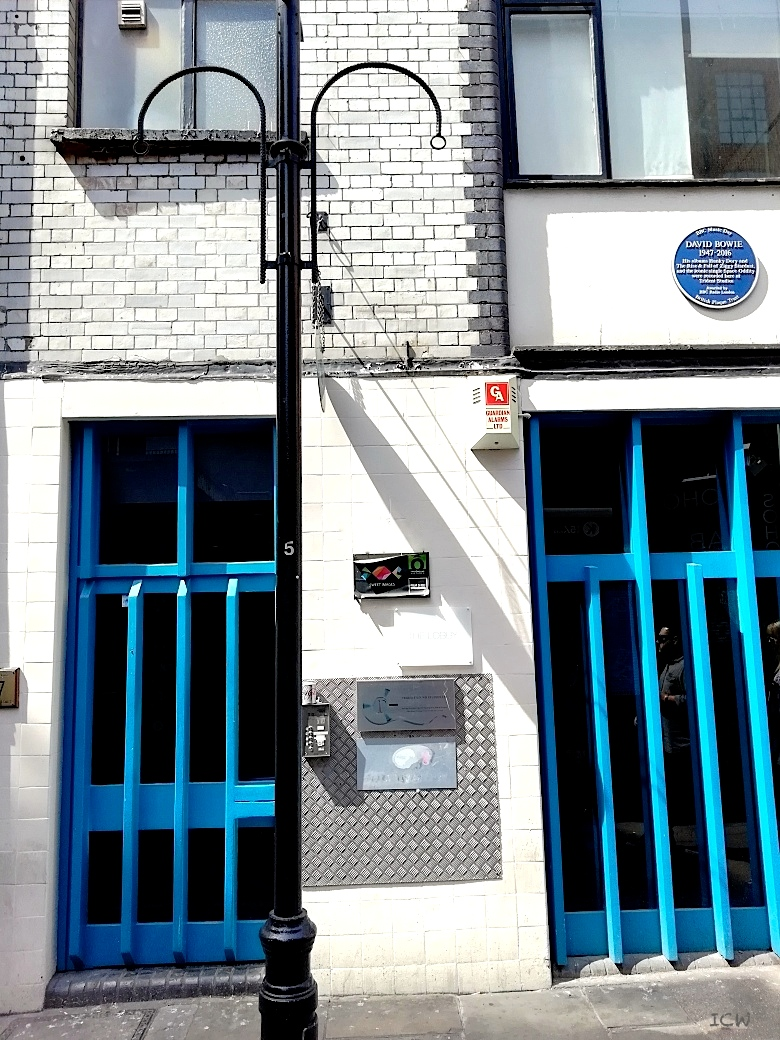
Das ehemalige Trident Studios Gebäude am St. Anne’s Court, Soho (London)

John Barhams Orchesterarrangements für das Album All Things Must Pass fanden während der nächsten Session vom 2. bis zum 12. September 1970 in den Londoner Trident Studios statt, die eine 16-Spur-Tonbandmaschine hatten. Dort wurden aber auch weitere Overdubs und Chorgesang aufgenommen. Die Toningenieure waren Ken Scott und Dave Corlett.
Weitere Besetzung:
- Unbekannte Orchestermusiker
- Die Backing-Vocals wurden den "George O'Hara-Smith Singers" zugeschrieben, bei denen es sich um Harrison Eric Clapton, Keyboarder Bobby Whitlock handelte sowie zwei weitere Personen, die Harrison nachträglich als "Cyril" und "Betty" identifizierte. Die Sänger überspielten die Backing-Vocals wiederholt und erzeugten so einen Choreffekt.

Ken Scott hatte aber folgende abweichende Erinnerung: „Als George Harrison "What Is Life" mit Phil Spector in der Abbey Road aufnahm, gingen ihnen die Aufnahmespuren aus, also kam George zu Trident (Studios), wo ich arbeitete, und wir beendeten es dort. Die Arbeit mit George war immer eine Freude. Wenn er Backing-Vocals machte, war alles George. Es war mühsam, aber es hat so viel Spaß gemacht.“

## Musikvideo
Im November 2016 wurde ein Musikvideo zu What Is Life veröffentlicht. Das Video umfasst Tanzinterpretationen von Emma Rubinowitz und Esteban Hernandez vom San Francisco Ballet, die in den Straßen und Wäldern des San Francisco Presidio gefilmt wurden.

## Veröffentlichung
- Am 27. November 1970 erschien das Lied What Is Life auf dem Album All Things Must Pass in den USA, am 30. November in Großbritannien.
- In Großbritannien erschien am 15. Januar 1971 die Single My Sweet Lord / What Is Life.[5]
- Die Single What Is Life / Apple Scruffs[6] erschien am 15. Februar 1971 in den USA und in Deutschland. In Großbritannien wurde die Single nicht veröffentlicht.
- In Venezuela wurde in 1971 die Single If Not for You / What Is Life veröffentlicht.[7]
- In Singapur wurde in 1971 eine EP mit folgenden Liedern veröffentlicht: My Sweet Lord / Isn’t It a Pity / What Is Life / Apple Scruffs[8]
- Darüber hinaus wurde What Is Life auf folgenden Kompilationsalben von George Harrison veröffentlicht: The Best of George Harrison (1976) und Let It Roll: Songs by George Harrison. (2009)

Alternative Versionen
- Eine Liveversion mit einer Spielzeit von 4 min 47 s des Songs befindet sich auf der Doppel-CD Live in Japan, die George Harrison im Juli 1992 veröffentlichte.
- Im Januar 2001 wurde das Album All Things Must Pass zum 30-jährigen Jubiläum in einer von Jon Astley neu remasterten Version wiederveröffentlicht. Eines der Bonuslieder ist What Is Life als alternative Instrumentalversion.[9] Harrison schrieb in den Liner Notes dazu: „Dies ist ein Rohmix aus den Trident Studios in London vom 9. August 1970. Es hatte Teile für Piccolo, Trompete und Oboe, die ursprünglich nicht verwendet wurden, weil ich das Gefühl nicht mochte. Es klingt jetzt ein bisschen wie eine Neuheit und ich hatte seine Existenz vergessen.“
- Am 6. August 2021 erschien die 50th Anniversary Edition von All Things Must Pass, die Ausgabe enthält neben der neuabgemischten Version von What Is Life von Paul Hicks, Demo Take 3 sowie Take 1.

## Chartplatzierungen
What Is Life erreichte Platz 1 in der Schweiz, Platz 3 in Deutschland, Platz 5 in Österreich und Platz 10 in den USA in den jeweiligen Charts.
| ChartsChartplatzierungen       | Höchstplatzierung | Wochen |
| ------------------------------ | ----------------- | ------ |
| Deutschland (GfK)              | 3 (20 Wo.)        | 20     |
| Österreich (Ö3)                | 5 (4 Wo.)         | 4      |
| Schweiz (IFPI)                 | 1 (11 Wo.)        | 11     |
| Vereinigte Staaten (Billboard) | 10 (9 Wo.)        | 9      |

| ChartsJahrescharts (1971) | Platzierung |
| ------------------------- | ----------- |
| Deutschland (GfK)         | 13          |

## Coverversionen
Es gibt über 30 Coverversionen von What Is Life, folgend eine kleine Auswahl:
- Olivia Newton-John
- Max Greger and His Orchestra
- Weird Al Yankovic
- Shawn Mullins